# Thyrosticta seguyi
Thyrosticta seguyi är en fjärilsart som beskrevs av Griveaud 1964. Thyrosticta seguyi ingår i släktet Thyrosticta och familjen björnspinnare. Inga underarter finns listade i Catalogue of Life.